# HD 108147 b
HD 108147 b è un pianeta extrasolare gigante gassoso che orbita attorno alla nana gialla HD 108147, con una massa minima pari alla metà di quella di Giove.
Orbita la stella nella cosiddetta torch orbit (molto vicina e veloce). La distanza tra il pianeta e la stella è 0,1 UA cioè solo un decimo di quella che separa la Terra dal Sole.
Si conoscono molti altri pianeti con orbite così vicine, ma in questo caso l'eccentricità orbitale è insolitamente molto alta. Gli altri pianeti così vicino alla stella tendono ad avere un'orbita circolare che è il risultato delle forze di marea tra i due corpi.